# Autostrada A50 (Holandia)
Autostrada A50 (nl. Rijksweg 50) - autostrada w Holandii długości 151 km przebiegająca na osi północ-południe. Zaczyna się na obwodnicy Eindhoven do Emmerloord, gdzie krzyżuje się z autostradą A6.

## Trasy europejskie
Wzdłuż autostrady na krótkich odcinkach biegną dwie trasy europejskie:
- Trasa europejska E31 od węzła Ewijk A73, do węzła Valburg A15.
- Trasa europejska E35 od węzła Grijsoord A12, do węzła Waterberg A12 (odcinek wspólny z A12).